# Justo Jacquet
Justo Pastor Jacquet Muñoz es un exfutbolista paraguayo, que se desempeñaba como defensa y lateral izquierdo. Se inició en el Cerro Porteño de Paraguay, club donde es ídolo y también jugó en Argentina , Brasil y Perú.

## Trayectoria
Debutó con Cerro Porteño a inicios de los años 80, luego recala en el Internacional de Porto Alegre, donde se convertiría uno de los primeros refuerzos extranjeros en la historia del club.
A mitad de 1991 jugaría en Belgrano de Córdoba con poco éxito, estuvo hasta 1992.
En 1993, ficharía por el cuadro de Sport Boys, individualmente jugaría 18 partidos.
Finalmente, termina su carrera jugando para Presidente Hayes en el año 1996.

## Selección nacional
Jacquet debutó internacionalmente con la selección de fútbol de Paraguay el 2 de junio de 1983 en un amistoso contra Uruguay (0-0). Obtuvo un total de 40 partidos internacionales, sin marcar goles con la selección nacional. Jacquet representó a su país natal en cuatro Copas Américas: 1983, 1987, 1989 y 1991 y en una Copa del Mundo.

### Participaciones en Copas del Mundo
| Mundial                        | Sede   | Resultado        |
| ------------------------------ | ------ | ---------------- |
| Copa Mundial de Fútbol de 1986 | México | Octavos de final |

### Participaciones en Copa América
| Copa              | Sede          | Resultado        |
| ----------------- | ------------- | ---------------- |
| Copa América 1983 | Sin sede fija | Semifinal        |
| Copa América 1987 | Argentina     | Cuartos de final |
| Copa América 1989 | Brasil        | Semifinal        |
| Copa América 1991 | Chile         | Primera fase     |

## Clubes
| Club             | País      | Año         |
| ---------------- | --------- | ----------- |
| Cerro Porteño    | Paraguay  | 1981 - 1988 |
| SC Internacional | Brasil    | 1989        |
| Cerro Porteño    | Paraguay  | 1990        |
| Belgrano         | Argentina | 1991 - 1992 |
| Cerro Porteño    | Paraguay  | 1992        |
| Sport Boys       | Perú      | 1993        |
| Presidente Hayes | Paraguay  | 1994 - 1995 |
| Nacional         | Paraguay  | 1996        |